# Forward Rendering
Le forward rendering peut être considéré comme la méthode classique de rendu des moteurs 3D temps réel. Elle a en effet été exploitée par la quasi-totalité des moteurs de jeu pendant de nombreuses années. Ce n’est que récemment que l’augmentation de la puissance des matériels, associée à la demande croissante de qualité graphique des productions, a permis aux développeurs d’envisager le rendu temps réel sous d’autres approches. L’un des exemples les plus connus de l’utilisation du forward rendering dans le milieu du jeu vidéo est l'Unreal Engine développé par Epic Games.
En 2010 dans sa version 3, Unreal Engine était le moteur le plus utilisé par l’industrie vidéo ludique. Il était cependant de plus en plus concurrencé par une nouvelle génération de moteurs utilisant quant à eux la technique du deferred rendering.
L’un des reproches majeurs fait à la méthode du forward rendering réside dans le fait qu’elle implique de rendre et d’appliquer la lumière séparément à chaque objet. Ainsi, si une scène reçoit la lumière de 8 sources différentes, il devra être affiché 8 fois consécutives. Le deferred rendering à contrario permet de traiter l’éclairage uniquement dans l’espace écran.